# Кутров (село)
Кутров (укр. Кутрів) — село в Берестечковской городской общине Луцкого района Волынской области Украины.
До 2020 года входило в Гороховский район.
Население по переписи 2001 года составляет 555 человек.
Код КОАТУУ — 0720883804. Почтовый индекс — 45781. Телефонный код — 3379.